# Lipót Schulhof
Dans le nom hongrois Schulhof Lipót, le nom de famille précède le prénom, mais cet article utilise l’ordre habituel en français Lipót Schulhof, où le prénom précède le nom.
Lipót Schulhof, connu également sous le nom de Léopold Schulhof (ou Schulhoff), né le 12 mars 1847 à Baja et mort le 10 octobre 1921 dans le 14e arrondissement de Paris, est un astronome français d'origine hongroise. 
Il étudia les comètes et les astéroïdes. Il travailla à Vienne et à Paris. Il prédit le retour en 1893 de la comète 15P/Finlay, et reçut le prix Lalande de l'Académie des sciences la même année.
L'astéroïde (2384) Schulhof a été nommé en son honneur.
| (147) Protogénie | 10 juillet 1875 |